# Le Cochet, le Chat et le Souriceau
Le Cochet, le Chat et le Souriceau est la cinquième fable du livre VI de Jean de La Fontaine situé dans le premier recueil des Fables de La Fontaine, édité pour la première fois en 1668.
Cette fable est basée sur le texte de Giovanni Maria Verdizotti Del Topo giovine, la Gatta, e’1 Galletto (Le souriceau, la chatte et le cochet),.
Dans cette fable, le souriceau « tout jeune et qui n'avait rien vu » est une figure de l'enfant dépourvu de connaissances et d'expérience, et qui juge les gens sur l'apparence (« sur la mine »).

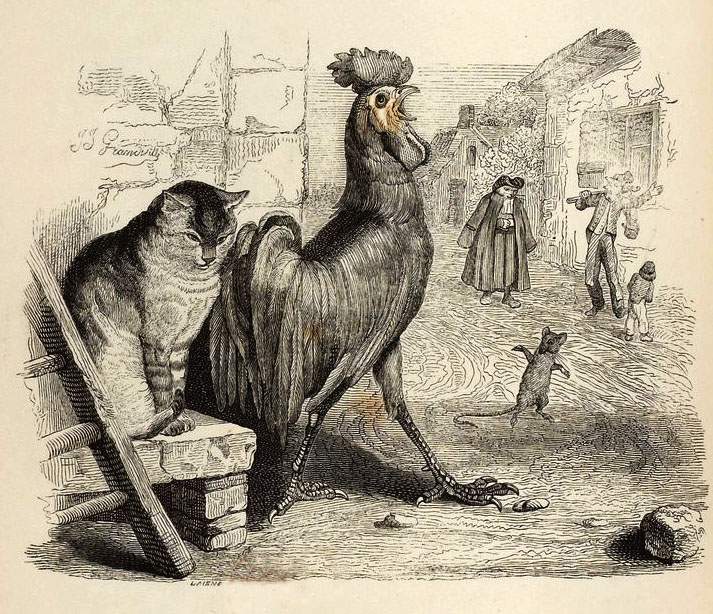
Dessin de Grandville (1838-1840)

La Fontaine cite la fable dans une autre de ses fables, Le Paysan du Danube (7e fable du livre XI), qui commence ainsi :

« Il ne faut point juger des gens sur l’apparence.
Le conseil en est bon ; mais il n’est pas nouveau :
Jadis l’erreur du Souriceau
Me servit à prouver le discours que j’avance. »

## Texte
LE COCHET, LE CHAT ET LE SOURICEAU

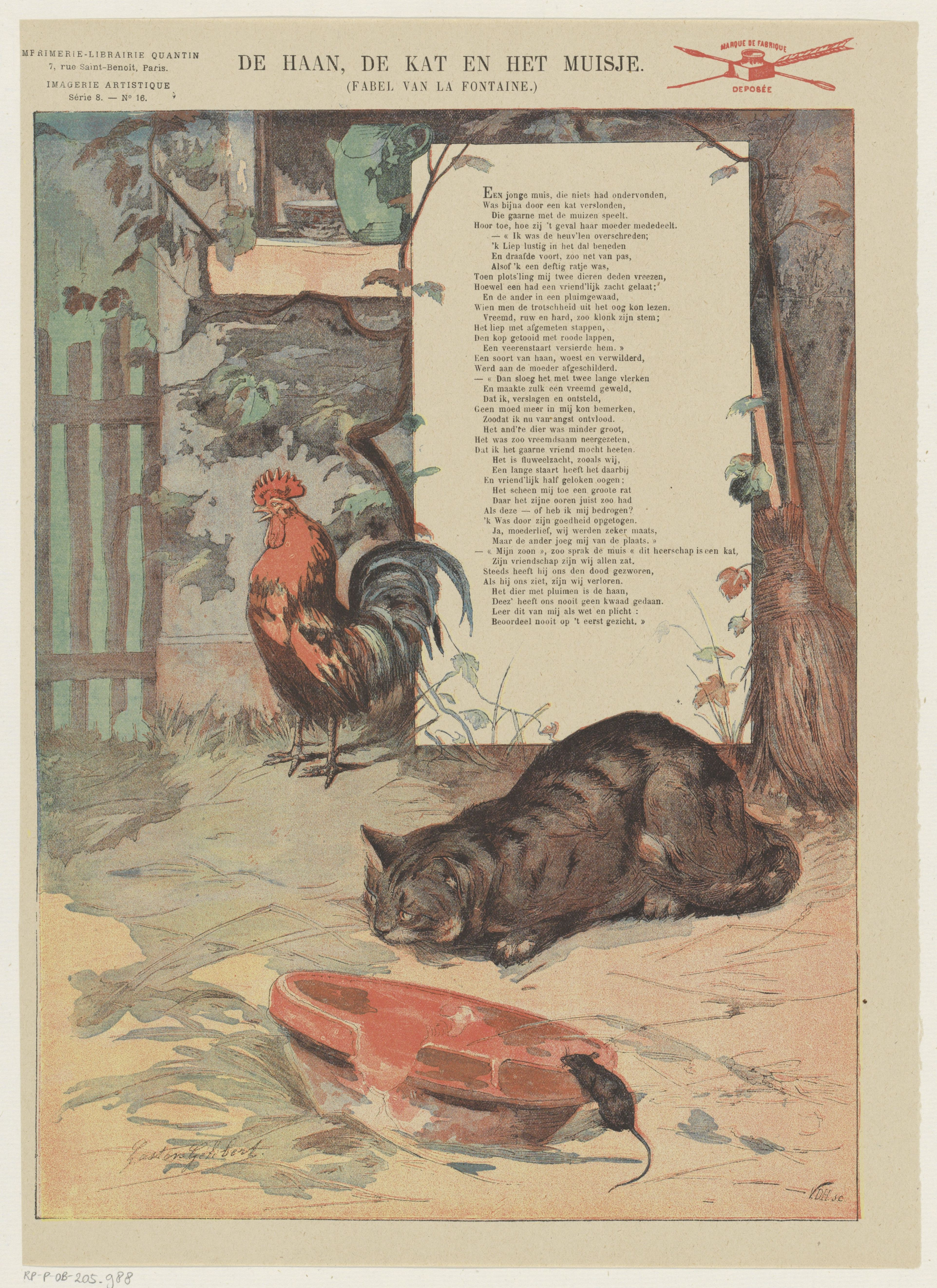
Le Cochet, le Chat et le Souriceau traduit en néerlandais, illustré par Gaston Gélibert (1850-1931)

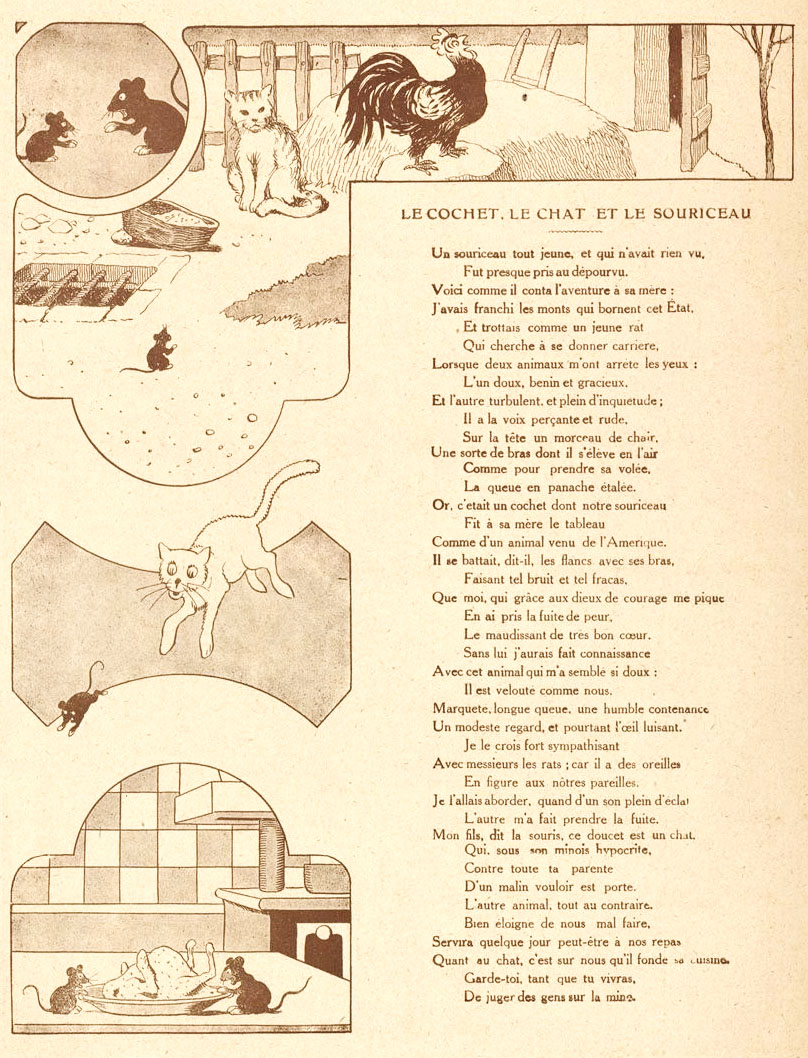
Illustration de Benjamin Rabier (1906)

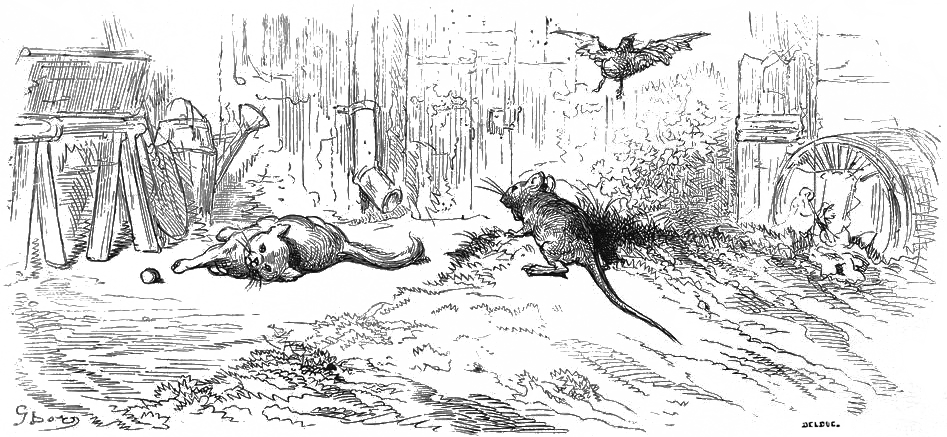
Illustration de Gustave Doré (1876)

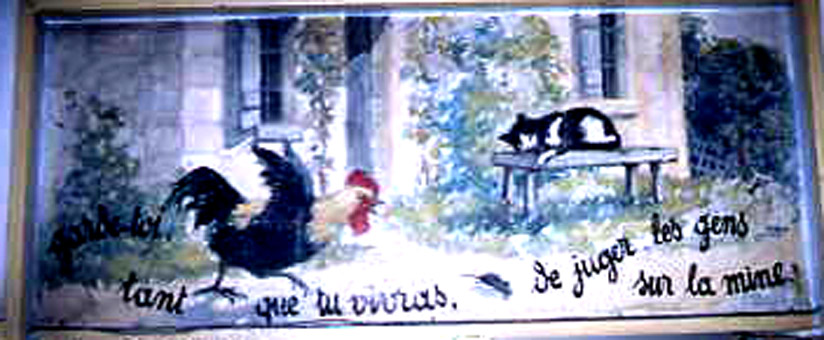
Peinture murale du groupe scolaire Jules Ferry à Conflans-Sainte-Honorine réalisée en 1936 par un peintre inconnu

Un Souriceau tout jeune, et qui n'avait rien vu, (1)
           Fut presque pris au dépourvu. 
Voici comme il conta l'aventure à sa mère : 
" J'avais franchi les monts qui bornent cet État,  
           Et trottais comme un jeune rat (2)
           Qui cherche à se donner carrière (3), 
Lorsque deux animaux m'ont arrêté les yeux :
           L'un doux, bénin et gracieux, 
Et l'autre turbulent et plein d'inquiétude (4).
           Il a la voix perçante et rude,  
           Sur la tête un morceau de chair (5), 
Une sorte de bras (6) dont il s'élève en l'air
           Comme pour prendre sa volée,                ;
           La queue en panache étalée. "
Or c'était un Cochet (7) dont notre Souriceau
           Fit à sa mère le tableau, 
Comme d'un animal venu de l'Amérique (8). 
" Il se battait, dit-il, les flancs avec ses bras, 
           Faisant tel bruit et tel fracas, 
Que moi, qui grâce aux Dieux de courage me pique, (9)
           En ai pris la fuite de peur, 
           Le maudissant de très bon cœur. 
           Sans lui j'aurais fait connaissance 
Avec cet animal qui m'a semblé si doux. 
           Il est velouté comme nous, 
Marqueté, longue queue, une humble contenance, 
Un modeste regard, et pourtant l’œil luisant : 
           Je le crois fort sympathisant 
Avec Messieurs les Rats ; car il a des oreilles 
           En figure (10) aux nôtres pareilles. 
Je l'allais aborder, quand d'un son plein d'éclat 
           L'autre m'a fait prendre la fuite. 
- Mon fils, dit la Souris, ce doucet (11) est un Chat, 
           Qui sous son minois hypocrite, 
           Contre toute ta parenté 
           D'un malin vouloir est porté. 
           L'autre animal tout au contraire, 
           Bien éloigné de nous mal faire, (12)
Servira quelque jour peut-être à nos repas. 
Quant au Chat, c'est sur nous qu'il fonde sa cuisine.(13)
           Garde-toi, tant que tu vivras,
           De juger des gens sur la mine. "
Vocabulaire
(1) qui n'avait aucune expérience de la vie
(2) Le langage courant a confondu longtemps rats et souris. Ainsi, à l'époque de La Fontaine, cette fable pouvait décrire aussi bien les aventures d'une souris domestique ou d'un campagnol ou d'un mulot que celles d'un rat du genre Rattus.
(3) trajet, parcours (définition du XVIIe siècle)
(4) "Inquiet se dit aussi de celui qui a l'humeur brouillonne et remuante" (dictionnaire de Furetière)
(5) la crête
(6) les ailes
(7) "Petit coq qui n'est pas encore châtré" (dictionnaire de Furetière)
(8) Au temps de La Fontaine, l'Amérique, pays lointain et mal connu, était la terre des merveilles et des choses extraordinaires
(9) me vante
(10) forme
(11) "Diminutif de doux :se dit proprement d'une mine doucette, où il entre un peu du niais et de l'hypocrite" (dictionnaire de Furetière)
(12) faire du mal
(13) qu'il se base pour trouver de quoi se nourrir